# Чарівне дитя
Чарівне дитя — американський історично-драматичний фільм 1978 року режисера Луї Маль. Сценарій фільму написала Поллі Плат. У центрі сюжету — 12-річна повія з Нового Орлеану 1917 року.

## Сюжет
У 1917 році, в останні місяці легальної проституції у Сторівіллі, кварталі червоних ліхтарів Нового Орлеану, Хетті працює повією в елегантному борделі, яким керує літня, залежна від кокаїну, мадам Нелл. Хетті народила хлопчика та має 12-річну доньку Вайолет. Коли фотограф Ернест Беллок приходить зі своєю камерою, Хетті і Вайолет єдині, хто не спить. Він просить дозволу сфотографувати жінок. Мадам Нелл згоджується тільки після того, як він пропонує заплатити.
Беллок стає постійним відвідувачем борделю, фотографуючи повій, переважно Хетті. Його справою захоплюється Вайолет, хоча вона вважає, що він закохується у її матір, що викликає у неї ревнощі. Вайолет є неспокійною дитиною, її засмучує довгий і точний процес, через який Беллоку доводиться проходити, щоб скомпонувати та зробити фотографії.
Нелл вирішує, що Вайолет вже досить доросла, щоб виставити її цноту на аукціон. Після торгу, Вайолет купує тихий покупець. Тим часом, Хетті прагне вирватися з проституції. Вона виходить заміж за одного з клієнтів і їде до Сент-Луїса, залишаючи свою дочку, яку чоловік вважає її сестрою. Хетті обіцяє доньці повернутися за нею, як тільки вона влаштується і повідомить про неї своєму чоловікові.
Через деякий час, Вайолет збігає з борделю після того, як її карають за деякі витівки. Вона з'являється на порозі будинку Беллока і запитує його, чи буде він спати з нею, та дбати про неї. Спочатку він відмовляється, але потім приймає її і починає вступати в сексуальні стосунки з дитиною. Багато в чому їхні стосунки нагадують стосунки між батьком і дитиною, при цьому Беллок замінює їй її матір. Беллок навіть купує їй ляльку, кажучи їй, що у кожної дитини має бути лялька. Його зачаровує краса та фотогенічне лице Вайолет, але вона розчарована відданістю Беллока своїм фотографіям, та відсутністю турботи про неї, так само як і він розчарований тим, що вона є дитиною.
Посварившись з Беллоком, Вайолет, зрештою, повертається до будинку Нелл, але групи соціальних реформ змушують закрити бордель. Беллок приїжджає, щоб зіграти з Вайолет весілля, нібито для того, щоб захистити її від навколишнього світу.
Через два тижні після весілля, Хетті та її чоловік приїжджають з Сент-Луїса, щоб забрати Вайолет, стверджуючи, що її шлюб без їхньої згоди є незаконним. Беллок не хоче відпускати Вайолет, і вона питає в нього, чи поїде він разом з нею та її сім'єю. Побачивши, що вона дійсно хоче поїхати з ними, він дозволяє їй поїхати без нього, розуміючи, що навчання і звичайне життя підуть їй на користь.

## Акторський склад
| Актор           | Роль               |
| --------------- | ------------------ |
| Брук Шилдс      | Вайолет            |
| Кіт Керрадайн   | Беллок             |
| Сьюзен Серендон | Хетті              |
| Френсіс Фей     | Нелл               |
| Антоніо Фаргас  | професор           |
| Метью Антон     | «Червона верхівка» |
| Дайана Скарвід  | Фріда              |
| Барбара Стіл    | Жозефіна           |
| Серет Скот      | Флора              |
| Шеріл Марковіц  | Гассі              |
| Сьюзен Манскі   | Фанні              |
| Лаура Циммерман | Агнес              |
| Міз Мері        | Одетта             |
| Герріт Грем     | кишеньковий злодій |
| Мей Мерсер      | мати Мозбері       |

## Рейтинг
Фільм отримав рейтинг R у США, рейтинг X у Великій Британії та рейтинг R18+ в Австралії за наготу та сексуальний зміст. Тривалі суперечки з приводу оголених сцен Шилдс призвели до того, що фільм було заборонено у канадських провінціях Онтаріо і Саскачеван, поки у 1995 році ця заборона не була скасована. Рона Барретт назвала фільм дитячою порнографією, а режисер Луї Маль був представлений нібито як поєднання Гумберта Гумберта з Лоліти і (на той час) скандального режисера Романа Полянського. В Аргентині фільм був заборонений режимом Хорхе Рафаеля. Протягом п'яти років фільм також був заборонений режимом апартеїду у Південній Африці.
Крім питання дитячої проституції, неоднозначну реакцію викликали сцени з участю оголеної 12-річної Брук Шилдс. Спочатку BBFC цензурувала дві сцени фільму для показу в кінотеатрах Великої Британії, щоб прибрати наготу, але у 2006 році на DVD була випущена непорізана версія. Ця ж непорізана версія лягла в основу DVD-видань для Регіону 1 та Регіону 2 по всьому світу.

## Касові збори
Чарівне дитя заробило 5,8 мільйонів доларів у США.

## Сприйняття
Фільм отримав переважно позитивні відгуки критиків. Агрегатор рецензій Rotten Tomatoes повідомив, що 71 % з 28 критиків дали фільму позитивну оцінку, за середнього рейтингу 6,88/10.
Питання проституції та дитячої порнографії були недалекими від думок критиків. У своїй рецензії в Нью-Йорк Таймс Вінсент Кенбі написав: «Пан Маль, французький режисер… свого часу зняв кілька спірних фільмів, але жоден, я підозрюю, не порушить конвенцію так сильно, як цей — і в основному з неправильних причин. Хоча місце дії — бордель, а об'єктив, через який ми все бачимо — Вайолет, яка… сама стає однією з головних визначних пам'яток Нелл, Чарівне дитя не є ні дитячою проституцією, ні порнографією». Кенбі закінчив свою рецензію твердженням, що Чарівне дитя це «найобразніший, найрозумніший і найоригінальніший фільм року на сьогоднішній день».
Аналогічним чином, критик газети Chicago Sun-Times Роджер Еберт, який поставив фільму три зірки з чотирьох, міркував про те, що «Чарівне дитя зазнала нападок у деяких колах як дитяча порнографія. Це не так. Це розповідь про час, місце та сумний розділ американської історії». Він також високо оцінив гру Шилдс, написавши, що «вона дійсно створює характер, її тонкість і глибина вражають».
З іншого боку, Variety написала про те, що «фільм гарний, майже всі актори ефектні, але сюжетні моменти обмежені вузьким діапазоном драматизму». Критик Mountain Xpress, Кен Ханке, розглядаючи фільм з погляду 2003 року, сказав про Чарівне дитя : «Колись це було шокуюче і нудно. Тепер це просто нудно».
Газета Нью-Йорк Таймс включила фільм до списку «1000 найкращих фільмів за всю історію».

## Нагороди
Фільм отримав головний технічний приз на Каннському кінофестивалі 1978.